# Orocrambus cyclopicus
Orocrambus cyclopicus là một loài bướm đêm trong họ Crambidae.